# Мякининский проезд
Мяки́нинский прое́зд — проезд, расположенный в Северо-Западном административном округе города Москвы на территории района Строгино.

## История
Проезд получил своё название в 1990 году по направлению к деревне Мякинино.

## Расположение
Мякининский проезд проходит от улицы Кулакова на запад, пересекает Неманский проезд и проходит до МКАД, за которой продолжается как 4-я Мякининская улица. Нумерация домов начинается от улицы Кулакова.

## Транспорт

### Автобус
- 436 (пригородный): от МКАД до Неманского проезда
- 436 (Химки): от МКАД до Неманского проезда
- 631 (Станция метро «Тушинская» — 3-й микрорайон Строгина)
- 638 (Мякинино — Станция метро «Щукинская»)
- 640 (Станция метро «Тушинская» — Станция метро «Щукинская»)
- 687 (Станция метро «Щукинская» — Мякинино)
- 743 (Таллинская улица — Мякинино)
- 798: (ВКНЦ — Станция метро «Щукинская»)
- С11 (8-й микрорайон Митина — Таллинская улица)

### Метро
- Станция метро «Мякинино» Арбатско-Покровской линии — севернее проезда, в торгово-выставочном и деловом центре «Крокус Сити»
- Станция метро «Строгино» Арбатско-Покровской линии — юго-восточнее проезда, на Строгинском бульваре

### Остановки наземного городского пассажирского транспорта
— «Неманский проезд, 11» — Автобусы: 631, 638, 640, 687, 743, 798, С11.